# Championnat d'Angleterre féminin de rugby à XV 2024-2025
 (mai 2025).
Si vous disposez d'ouvrages ou d'articles de référence ou si vous connaissez des sites web de qualité traitant du thème abordé ici, merci de compléter l'article en donnant les références utiles à sa vérifiabilité et en les liant à la section « Notes et références ».
Ne doit pas être confondu avec Championnat d'Angleterre de rugby à XV 2024-2025.
Navigation
PWR 2023-2024 PWR 2025-2026
Le Championnat d'Angleterre féminin de rugby à XV 2024-2025 (en anglais : Premiership Women's Rugby, parfois abrégé PWR) est la 7e édition du Championnat d'Angleterre.
À la fin de la compétition, le Gloucester-Hartpury RFC est champion pour la troisième année d'affilée.

## Format
La compétition débute le 5 octobre 2024 et se termine le 16 mars 2025 par une finale. La phase régulière voit s'affronter toutes les équipes en matchs aller et retour (16 journées). À la fin de cette phase, les quatre premières équipes sont qualifiées pour les demi-finales. Il n'y a pas de relégation.
Les trois premières journées sont disputées sans les internationales sélectionnées pour le WXV.

## Équipes participantes
| Clubs                   | Ville                | Stade                                |
| ----------------------- | -------------------- | ------------------------------------ |
| Bristol Bears           | Bristol              | Shaftesbury Park                     |
| Ealing Trailfinders     | West Ealing, Londres | Trailfinders Sports Ground           |
| Exeter Chiefs           | Exeter               | Sandy Park                           |
| Gloucester-Hartpury RFC | Gloucester Hartpury  | Kingsholm Stadium The Hartpury Arena |
| Harlequins              | Twickenham, Londres  | Twickenham Stoop                     |
| Leicester Tigers        | Leicester            | Welford Road Stadium                 |
| Loughborough Lightning  | Northampton          | Franklin's Gardens                   |
| Sale Sharks             | Sale, Manchester     | Heywood Road                         |
| Saracens                | Hendon, Londres      | StoneX Stadium                       |

## Classement et résultats

### Classement
| Rang | Club                    | J  | V  | N | D  | Bo | Bd | Pm  | Pe  | Diff | Pts |
| ---- | ----------------------- | -- | -- | - | -- | -- | -- | --- | --- | ---- | --- |
| 1    | Gloucester-Hartpury RFC | 16 | 13 | 0 | 3  | 14 | 2  | 569 | 329 | +240 | 68  |
| 2    | Saracens                | 16 | 12 | 0 | 4  | 12 | 2  | 321 | 92  | +229 | 62  |
| 3    | Harlequins              | 16 | 11 | 0 | 5  | 10 | 1  | 446 | 359 | +87  | 55  |
| 4    | Bristol Bears           | 16 | 10 | 0 | 6  | 12 | 1  | 556 | 379 | +177 | 53  |
| 5    | Exeter Chiefs           | 16 | 10 | 0 | 6  | 9  | 2  | 408 | 354 | +54  | 51  |
| 6    | Loughborough Lightning  | 16 | 7  | 0 | 9  | 9  | 2  | 446 | 453 | -7   | 39  |
| 7    | Ealing Trailfinders     | 16 | 5  | 0 | 11 | 12 | 4  | 495 | 524 | -29  | 36  |
| 8    | Leicester Tigers        | 16 | 3  | 0 | 13 | 5  | 1  | 310 | 697 | -387 | 18  |
| 9    | Sale Sharks             | 16 | 1  | 0 | 15 | 0  | 0  | 224 | 636 | -412 | 4   |

|  | Qualifiés pour les demi-finales |

### Phase finale
|  | Demi-finales                           | Demi-finales                           |                         |    | Finale                       | Finale                       |
|  | Demi-finales                           | Demi-finales                           |                         |    | Finale                       | Finale                       |
|  |                                        |                                        |                         |    |                              |                              |
|  | 1er mars 2025, StoneX Stadium, Londres | 1er mars 2025, StoneX Stadium, Londres |                         |    | 16 mars 2025, StoneX Stadium | 16 mars 2025, StoneX Stadium |
|  | 1er mars 2025, StoneX Stadium, Londres | 1er mars 2025, StoneX Stadium, Londres |                         |    | 16 mars 2025, StoneX Stadium | 16 mars 2025, StoneX Stadium |
|  | Gloucester-Harpury RFC                 | 36                                     |                         |    | 16 mars 2025, StoneX Stadium | 16 mars 2025, StoneX Stadium |
|  | Gloucester-Harpury RFC                 | 36                                     |                         |    | 16 mars 2025, StoneX Stadium | 16 mars 2025, StoneX Stadium |
|  | Bristol Bears                          | 20                                     |                         |    | 16 mars 2025, StoneX Stadium | 16 mars 2025, StoneX Stadium |
|  | Bristol Bears                          | 20                                     | Gloucester-Hartpury RFC | 34 |                              |                              |
|  | 2 mars 2025, Queensholm Stadium        |                                        | Gloucester-Hartpury RFC | 34 |                              |                              |
|  |                                        | Saracens                               | 19                      |    |                              |                              |
|  | Saracens                               | Saracens                               | 19                      | 32 |                              |                              |
|  | Saracens                               |                                        |                         | 32 |                              |                              |
|  | Harlequins                             | 24                                     |                         |    |                              |                              |
|  | Harlequins                             | 24                                     |                         |    |                              |                              |

| Demi-finale 1 1er mars 2025 | Saracens | 32 - 24 (20 - 12) | Harlequins | StoneX Stadium Arbitre : Holly Wood |
| Demi-finale 1 1er mars 2025 | Essai(s) : 5 Corrigan (7e, 63e), Breach (19e), Packer (24e), Campbell (65e) Transformation(s) : 2 Harrison (24e, 65e) Pénalité(s) : 1 Harrison (5e) Carton(s) jaune(s) : 1 Senft (73e) | Rapport           | Essai(s) : 4 Peña (1re), Kildunne (14e), Torley (en) (58e), Latsha (70e) Transformation(s) : 2 Tuima (14e, 70e) | StoneX Stadium Arbitre : Holly Wood |
| Demi-finale 1 1er mars 2025 | | Rapport           | | StoneX Stadium Arbitre : Holly Wood |

| Demi-finale 2 2 mars 2025 | Gloucester-Hartpury RFC | 36 - 20 (19 - 10) | Bristol Bears                                                                                         | Queensholm Stadium, Gloucester Arbitre : Alex Thomas |
| Demi-finale 2 2 mars 2025 | Essai(s) : 5 Perry (en) (27e), Beckett (33e), Sing (40e), Aldcroft (58e), H. Jones (65e) Transformation(s) : 4 Sing (33e, 40e, 58e, 65e) Pénalité(s) : 1 Sing (73e) | Rapport           | Essai(s) : 4 Atkin-Davies (14e, 24e), Maher (45e), David (61e) Carton(s) jaune(s) : 1 Gallagher (38e) | Queensholm Stadium, Gloucester Arbitre : Alex Thomas |
| Demi-finale 2 2 mars 2025 | | Rapport           | | Queensholm Stadium, Gloucester Arbitre : Alex Thomas |

| Finale 16 mars 2025 | Gloucester-Hartpury RFC | 34 - 19 (15 - 19) | Saracens | StoneX Stadium, Londres 9 000 spectateurs Arbitre : Joe James |
| Finale 16 mars 2025 | Essai(s) : 6 Williams (3e), Sing (23e), Venner (32e), Muir (43e), Jones (48e), Hunt (68e) Transformation(s) : 2 Sing (43e, 68e) Carton(s) jaune(s) : 2 Hunt (14e), Matthews (62e) | Rapport           | Essai(s) : 3 Breach (6e), de pénalité (14e), Sharp (17e) Transformation(s) : 2 Harrison (6e), de pénalité (14e) | StoneX Stadium, Londres 9 000 spectateurs Arbitre : Joe James |
| Finale 16 mars 2025 | | Rapport           | | StoneX Stadium, Londres 9 000 spectateurs Arbitre : Joe James |

## Statistiques
Les statistiques incluent la phase finale.

### Meilleurs réalisatrices
| Rang | Joueuse          | Club                    | Points |
| ---- | ---------------- | ----------------------- | ------ |
| 1    | Emma Sing        | Gloucester-Hartpury RFC | 164    |
| 2    | Zoe Harrison     | Saracens                | 143    |
| 3    | May Campbell     | Saracens                | 85     |
| 3    | Millie David     | Bristol Bears           | 85     |
| 5    | Emma Taylor      | Loughborough Lightning  | 72     |
| 6    | Ellie Kildunne   | Harlequins              | 70     |
| 6    | Krissy Scurfield | Loughborough Lightning  | 70     |
| 8    | Julia Schell     | Ealing Trailfinders     | 65     |
| 9    | Lagi Tuima       | Harlequins              | 63     |
| 10   | Megan Jones      | Leicester Tigers        | 62     |

### Meilleurs marqueuses
| Rang | Joueuse           | Club                    | Essais |
| ---- | ----------------- | ----------------------- | ------ |
| 1    | May Campbell      | Saracens                | 17     |
| 1    | Millie David      | Bristol Bears           | 17     |
| 3    | Ellie Kildunne    | Harlequins              | 14     |
| 3    | Krissy Scurfield  | Loughborough Lightning  | 14     |
| 5    | Lark Atkin-Davies | Bristol Bears           | 12     |
| 6    | Megan Jones       | Leicester Tigers        | 10     |
| 6    | Hope Rogers       | Exeter Chiefs           | 10     |
| 8    | Zoe Harrison      | Saracens                | 9      |
| 8    | Neve Jones        | Gloucester-Hartpury RFC | 9      |
| 8    | Connie Powell     | Harlequins              | 9      |
| 8    | Emma Sing         | Gloucester-Hartpury RFC | 9      |
| 8    | Kathryn Treder    | Loughborough Lightning  | 9      |
| 8    | Mia Venner        | Gloucester-Hartpury RFC | 9      |